# Charlie Smart
Charlie Smart (* 30. Mai 1996 in Perth, Australien) ist ein australischer Eishockeytorwart, der seit 2017 bei den Newcastle North Stars in der Australian Ice Hockey League unter Vertrag steht.

## Karriere
Charlie Smart begann seine Karriere bei Perth Lightning in seiner Geburtsstadt, für den er als 16-Jähriger in der WASL, einer australischen Nachwuchsliga, debütierte. Bis 2014 spielte er auch für andere Klubs dieser Liga. 2013 stand er zeitweise auch bei Perth Thunder im Kader, kam aber zu keinem Einsatz in der Australian Ice Hockey League. In der Spielzeit 2015 debütierte er für Adelaide Adrenaline in der AIHL und kam zu insgesamt 23 Einsätzen dort. Trotzdem wechselte er 2016 zu den Sydney Ice Dogs. Nach nur einem Jahr zog es ihn zu den Newcastle North Stars, für die er seither spielt.
Im Südhalbkugelsommer, also um den Jahreswechsel, spielte er ab 2012 in Nordamerika. Nach zwei Jahren in der Ontario Hockey Academy  spielte er von 2014 bis 2017 für verschiedene Klubs der drittklassigen Juniorenliga NA3HL.

### International
Für Australien stand Smart im Juniorenbereich bei der U18-Weltmeisterschaft 2013 und der U20-Weltmeisterschaft 2015, als er mit der besten Fangquote und dem zweitbesten Gegentorschnitt nach dem Kroaten Vilim Rosandić auch zum besten Torhüter des Turniers und besten Spieler seiner Mannschaft gewählt wurde, jeweils in der Division II im Tor.
Im Herrenbereich nahm er mit der australischen Mannschaft erstmals an der Weltmeisterschaft der Division II 2016 teil und stieg mit dem Team von der B- in die A-Gruppe dieser Division auf.

## Erfolge und Auszeichnungen
- 2015 Bester Torhüter und beste Fangquote bei der U20-Weltmeisterschaft der Division II, Gruppe B
- 2016 Aufstieg in die Division II, Gruppe A, bei der Weltmeisterschaft der Division II, Gruppe B